# Bjäre-Kulla kontrakt
Bjäre-Kulla kontrakt är ett kontrakt i Lunds stift inom Svenska kyrkan.

## Administrativ historik
Kontraktet fick nuvarande omfattning 1 januari 2020 när Bjäre kontrakt införlivade en del pastorat och församlingar från Luggude kontrakt samtidigt som en namnändring till Bjäre-Kulla kontrakt skedde.
Kontraktskoden är 0714. 